# Danielle Mitterrand

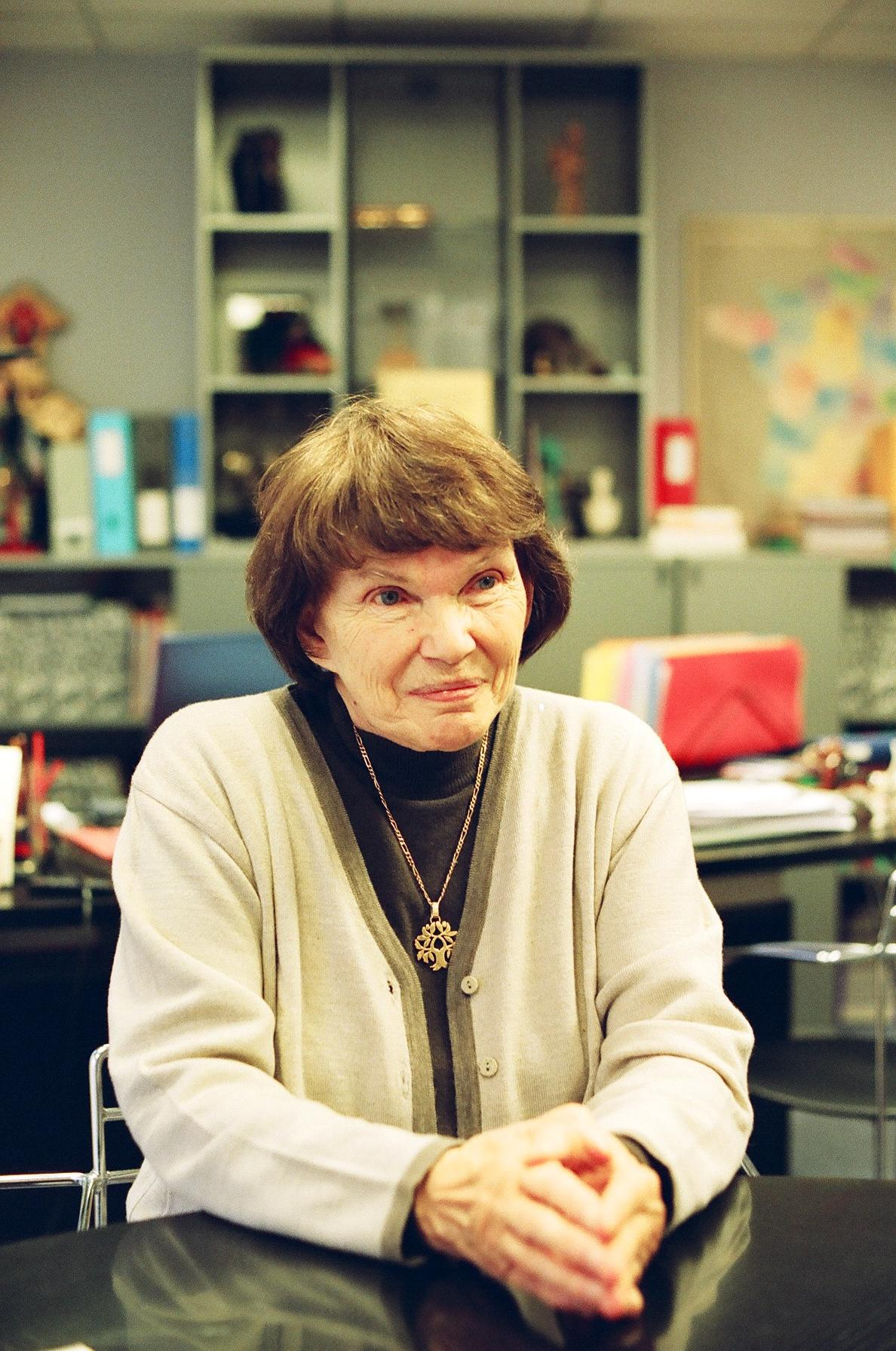
Danielle Mitterrand (2005)

Danielle Émilienne Isabelle Mitterrand, geborene Gouze (* 29. Oktober 1924 in Verdun, Département Meuse; † 22. November 2011 in Paris), war eine französische Widerstandskämpferin während des Zweiten Weltkriegs und Autorin. Sie war mit dem französischen Politiker und Staatspräsidenten der Jahre 1981 bis 1995, François Mitterrand, verheiratet und somit „Première dame“ ihres Landes. Sie hatte den Vorsitz der Stiftung France Libertés – Fondation Danielle-Mitterrand inne.

## Leben
Danielle Gouze kam als Kind von Antoine Gouze, einem Schulleiter, und Renée Flachot, einer Schullehrerin, zur Welt. Mit 17 Jahren engagierte sie sich in der Résistance, der französischen Widerstandsbewegung gegen die deutsche Besetzung Frankreichs im Zweiten Weltkrieg und die faschistische Kollaborationsregierung (Vichy-Regime). Dabei lernte sie François Mitterrand kennen. Am 28. Oktober 1944 heiratete sie ihn standesamtlich, später wurden sie in der Kirche Saint-Séverin in Paris getraut. Das Paar hatte drei Kinder: Pascal, Jean-Christophe und Gilbert. Mit François Mitterrand war sie bis zu seinem Tod am 8. Januar 1996 verheiratet, musste ihn aber lange Jahre mit Anne Pingeot „teilen“, mit der er eine zweite Familie hatte.
Mitterrand wird in der Autonomen Region Kurdistan wegen ihres internationalen Engagement für die kurdische Sache als Mutter der Kurden in ehrender Erinnerung gehalten.
Am 6. Juli 1992 geriet sie bei einer Wohltätigkeitsreise im Irak in einen Autobombenanschlag, blieb aber unverletzt. Unter ihren kurdischen Begleitern jedoch gab es vier Tote und 19 Verletze.
Ihre Schwester Christine Gouze-Rénal war mit dem französischen Schauspieler und Regisseur Roger Hanin verheiratet.

## Auszeichnungen
- 1987: Großkreuz des Ordens des Infanten Dom Henrique
- 1996: Nord-Süd-Preis
- 1999: Light of Truth Award
- 1999: Offizier des Sterns von Rumänien

Am 5. bzw. 7. Oktober 2009 wurden in den irakischen Städten Erbil und Sulaimaniyya nach Danielle Mitterrand benannte französische Schulen eröffnet. Eine Straße in der Innenstadt von Sulaimaniyya ist nach Madam Mitterrand benannt.